# Centre de sports et de loisirs de Tašmajdan
 (avril 2025).
Si vous disposez d'ouvrages ou d'articles de référence ou si vous connaissez des sites web de qualité traitant du thème abordé ici, merci de compléter l'article en donnant les références utiles à sa vérifiabilité et en les liant à la section « Notes et références ».
Le Centre de sports et de loisirs de Tašmajdan (en serbe :  Спорско-рекреативни центар « Ташмајдан », ou : Sportsko-rekreativni centar « Tašmajdan ») est un complexe sportif situé à Belgrade, la capitale de la Serbie. Il a été créé par l'Assemblée de la Ville de Belgrade en 1958.

## Présentation

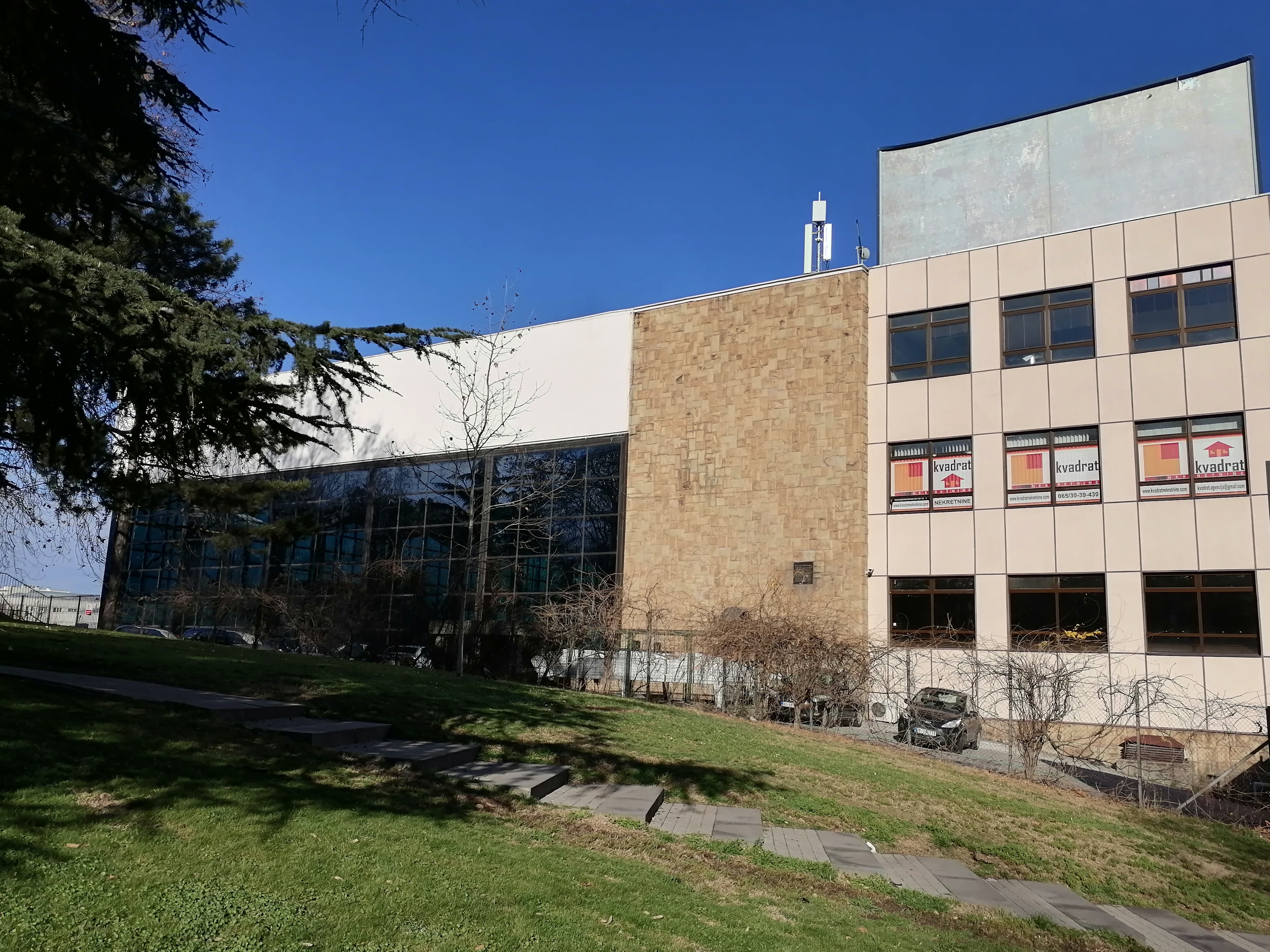
Centre de sports et de loisirs de Tašmajdan

La partie consacrée à la natation inclut une piscine couverte et une autre en plein air, avec des gradins qui peuvent accueillir 5 000 spectateurs. On y trouve des plongeoirs de un, trois, cinq et dix mètres. Seize fenêtres placées sous l'eau de la piscine permettent de filmer les sauts. C'est là que se déroula le premier championnat du monde de natation, du 31 août au 9 septembre 1973.
Le stade en plein air de Tašmajdan peut accueillir 5 000 spectateurs. On y pratique le football en salle, le basket-ball, l'escrime et le volley-ball. Le complexe possède également des infrastructures qui permettent de pratiquer l'aérobic, le fitness, les massages, le culturisme, la gymnastique rééducative. On y trouve aussi un sauna et un solarium.
À l'intérieur du complexe se trouve la Hala Pionir, une salle omnisports qui peut accueillir 11 000 spectateurs. On y pratique  la gymnastique, le basket-ball, le volley-ball, le handball, le tennis, ainsi que les sports de contact.
Le complexe de Tašmajdan possède aussi une patinoire qui peut accueillir 8 000 spectateurs.